# Indabracon bicolor
Indabracon bicolor är en stekelart som beskrevs av Yang, Chen och Liu 2006. Indabracon bicolor ingår i släktet Indabracon och familjen bracksteklar. Inga underarter finns listade i Catalogue of Life.